# MG 131 機関銃
MG 131 機関銃（MG 131 きかんじゅう、ドイツ語：Maschinengewehr 131、もしくは"Machine gun 131"の略）は、ラインメタル(Rheinmetall-Borsig)社によって開発・生産された口径13mmの航空機関銃である。

## 概要
MG 131は1938年に開発され、1940年-1945年まで生産された。設計・開発の目的は、第二次世界大戦のドイツ空軍の航空機に多用されていた、口径7.92mmの航空機関銃、MG 15 旋回機銃およびMG 17 固定機銃を更新するもので、単装もしくは連装で使用が可能であることが要求性能の一つであった。
作動方式はMG 15/17と同様の反動利用式ショートリコイル機構・遊底回転閉鎖（ターンボルト・ロッキング）式であった。使用する弾薬は13x64mmBというこの銃に合わせて新規開発された規格のもので、通常弾・徹甲弾・曳光弾の他に炸裂弾も用意されていた。
MG 131の大きな特徴は、13mmという中口径ながら、列国のものと比べて全長が短く装薬量の少ない新規格の弾薬を用いたことで、これにより全体を一回り小さい7.92mm機銃と互換性のあるコンパクトなサイズに収めることができたことである。更に重要な点は、単発戦闘機のプロペラ圏内に装備するために電気発火式（Electric Priming）雷管の弾薬を採用する電機式プロペラ同調機構を備えていることである。これらの特徴により、大きく機体の設計を変更せずに一回り大きな口径の機銃を搭載する事が可能となった。また、精密な同調が可能になったことで、同調に失敗して自機のプロペラを誤射する危険性のある機首機銃であっても威力の大きな炸裂弾頭を用いることができ、単発戦闘機の火力を大きく増大させることが可能となった。また、中～大型機の旋回機銃として用いた場合でも、銃座や銃塔を大型化することなく火力を増大することができることは、空力特性や重量の面で有利であった。

## 派生型
MG 131を2基一組とした連装型のMG 131Z（Zwilling＝ツヴィリング、二連装）がJu 388などで使用されている。 なお、余剰となった旋回銃型は地上設置の銃架に架装して対空機銃としても用いられた。
日本海軍ではMG131を二式十三粍旋回機銃としてライセンス生産したものを採用している。オリジナルの電機式雷管が国産化できず衝撃式に改めた結果、電機式同調装置による機首固定機銃化ができず、旋回機銃としてのみ用いられている。

## 搭載機
この機関銃は、Bf 109、Fw 190のような戦闘機からJu 88、He 177のような爆撃機まで幅広く使用され、一対のMG 131 機関銃がFw 190やBf 109Gの後期型の機首に装備されていた他、遠隔操作銃塔や有人銃座に単装もしくは連装で装備された。
ドイツ空軍が開発を進めていた長距離重爆撃機であるHe 277、及び枢軸国側の開発した最大の航空機であるBV 238大型飛行艇の軍用機型であるBV 238 V4（BV 238B）には、連装型のMG 131Zを左右に装備した、HL131V 4連装銃塔が搭載される予定となっており、試作品が機体のモックアップに搭載されて試験が行われていたが、両機種ともに計画のみで実機が製作されなかったため、試作段階に終わっている。
- Bf 109 ※G-5型以降
- Fw 190 ※A-7型以降（F/G型除く）
- He 177
- He 277 ※予定のみ
- He 274
- Ju 88 ※A-4/C-6/G-6/S型
- Ju 188
- Ju 288
- Ju 388
- Ju 90
- Ju 290
- Ju 390
- Me 210/410
- BV 238 ※軍用型（予定のみ）

## ギャラリー

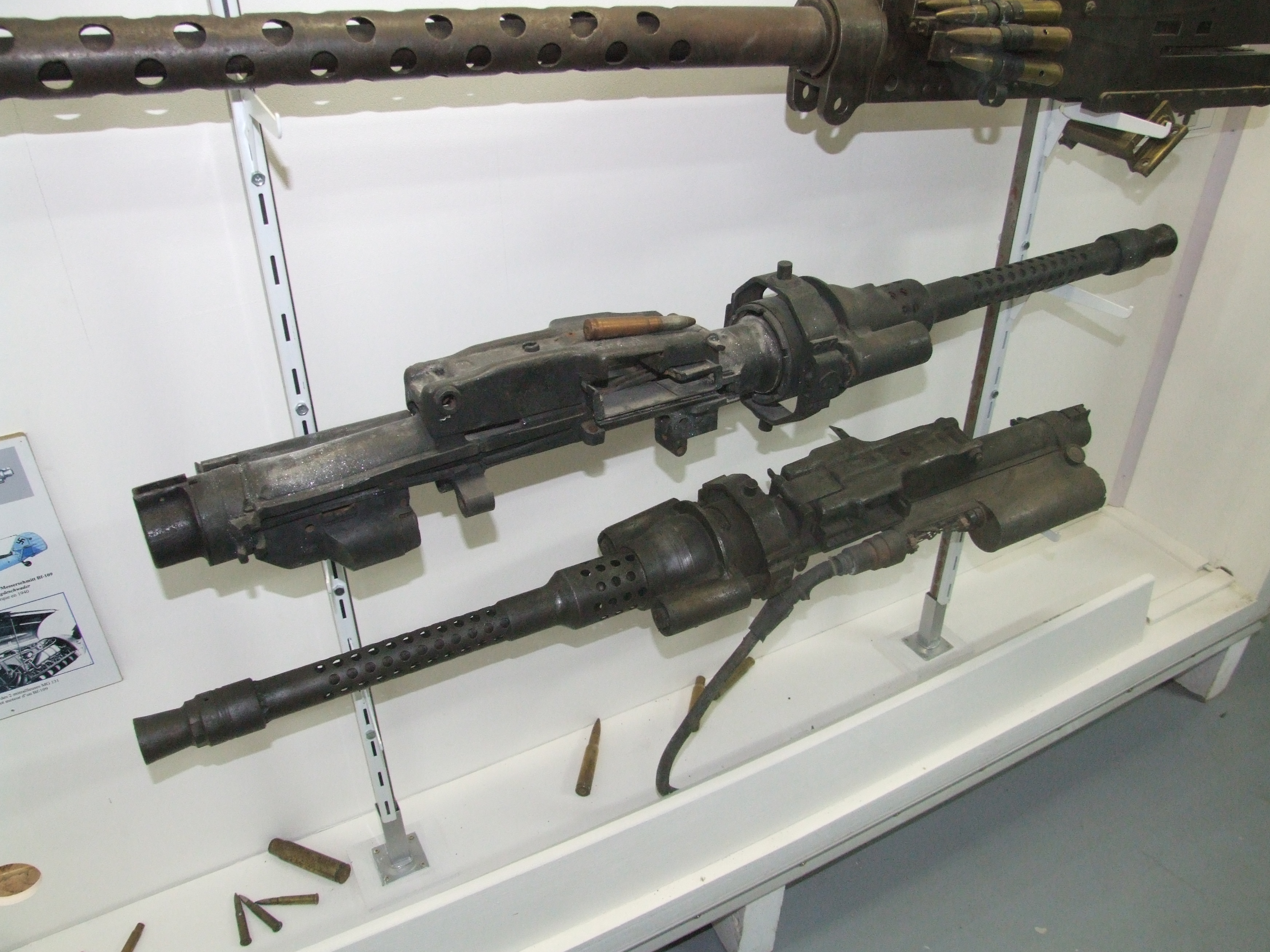
ダンケルクの追悼記念博物館(de:Mémorial_du_Souvenir(独語版)に展示されているMG 131
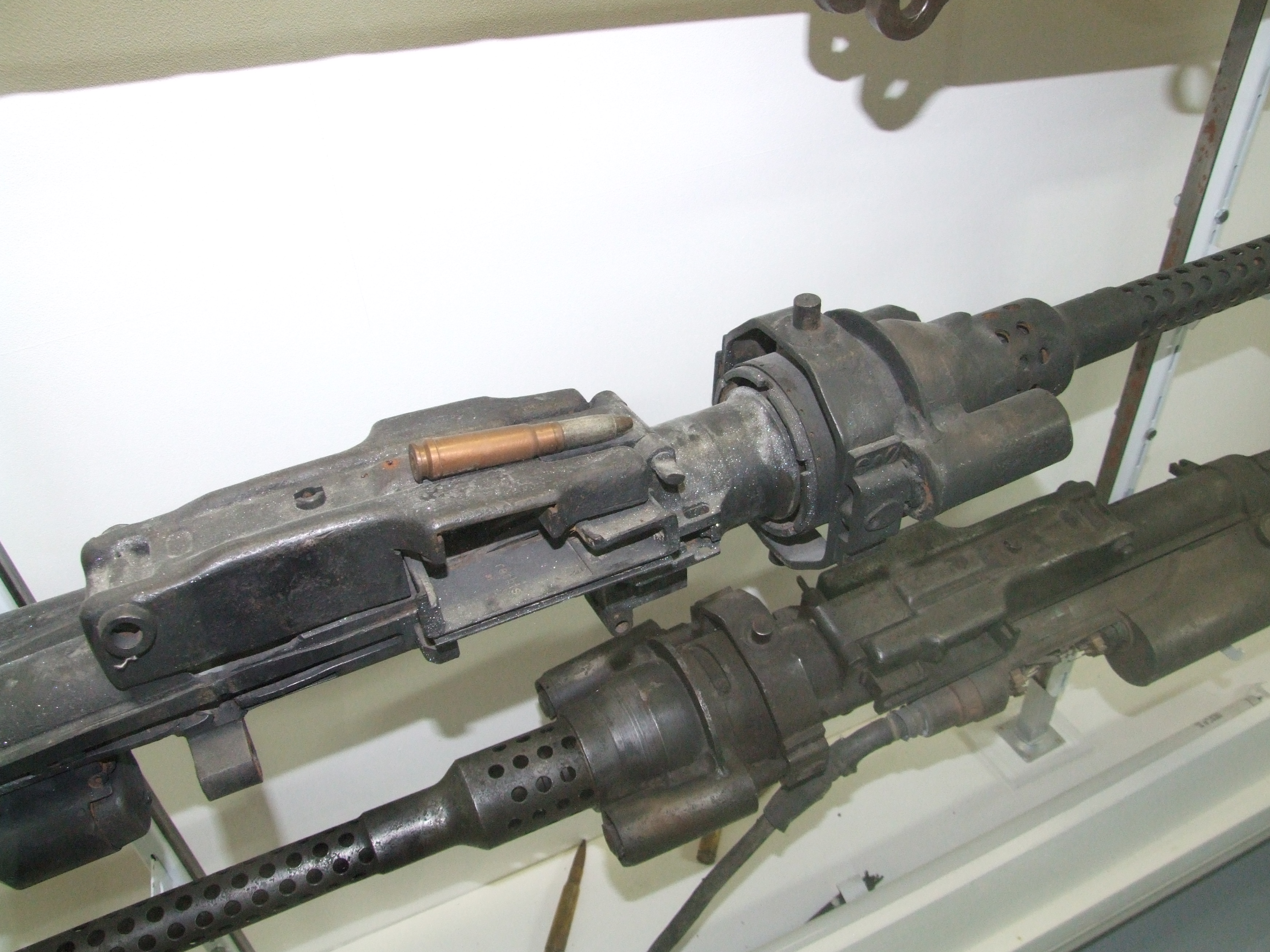
MG131 機関部
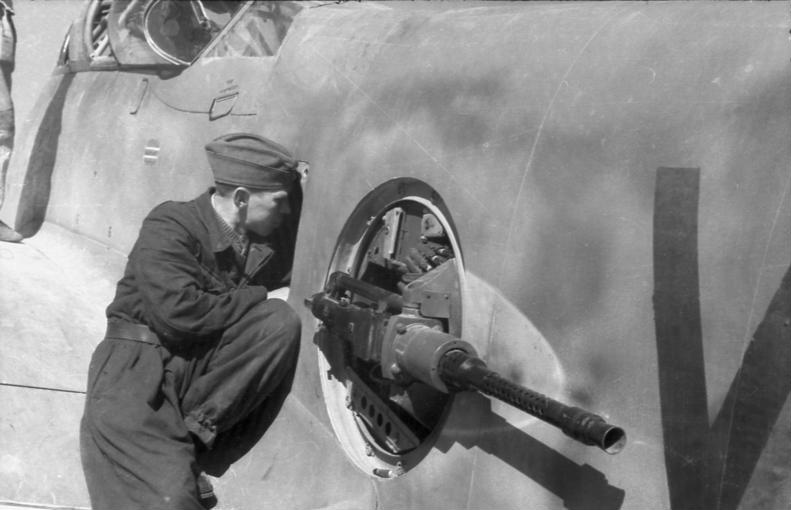
Me 210/410双発戦闘機のFDSL 131/1B遠隔操作銃塔に搭載されたMG131
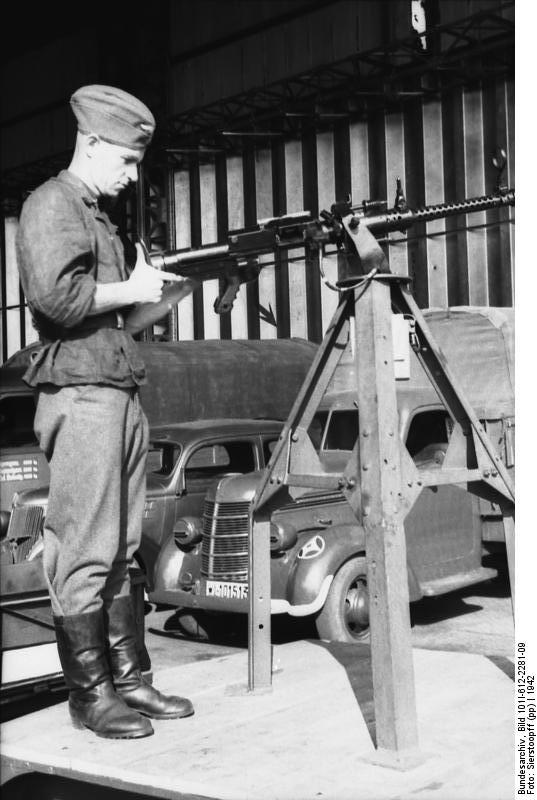
余剰となったMG131旋回機銃を簡易銃架に載せた対空機銃
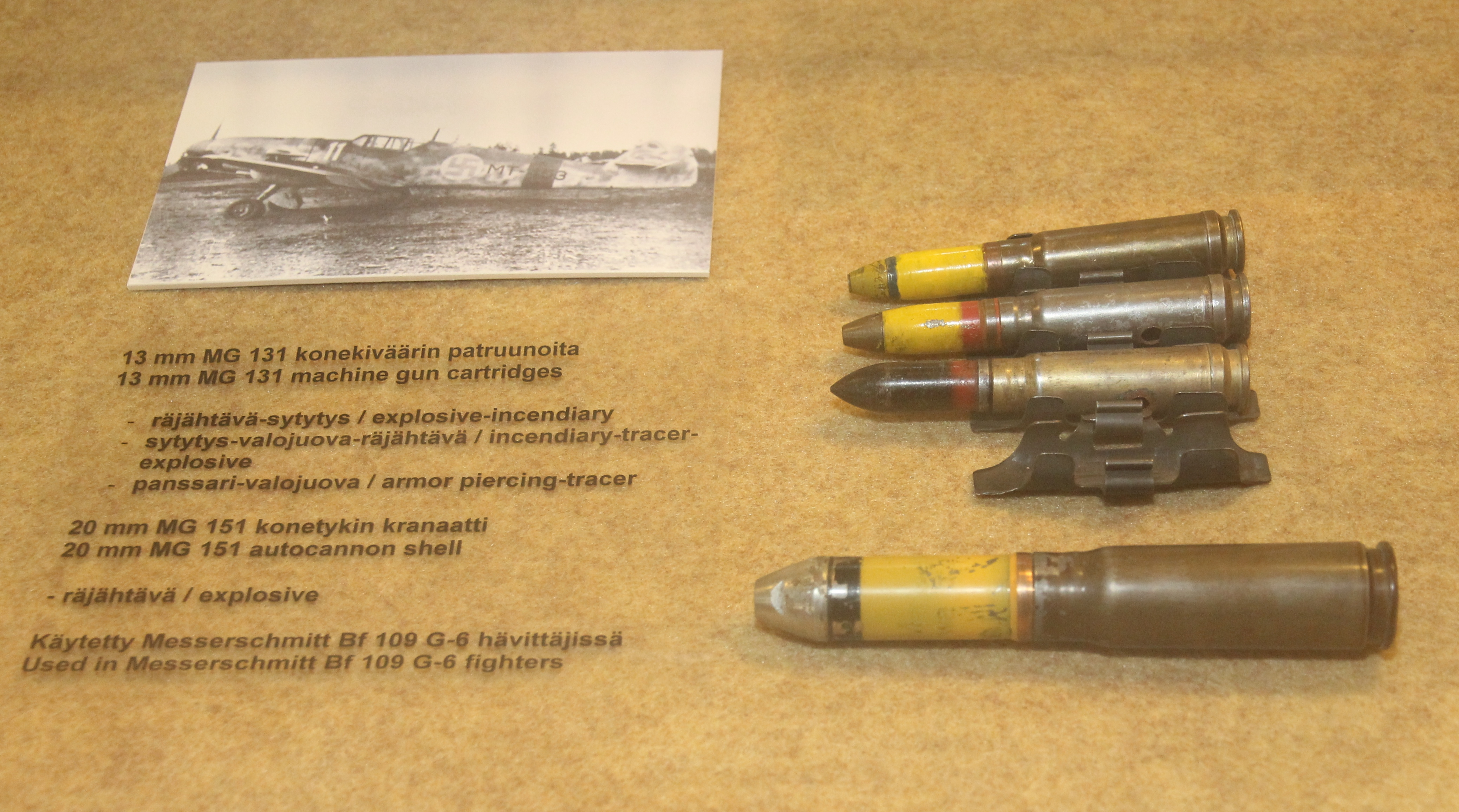
使用弾薬の13×64mmB弾 上から順に炸裂弾／曳光弾（曳航炸裂弾）／徹甲弾 （一番下のものはMG151/20航空機関砲用の20x82mm弾）